# Provinciale Normaalschool Tienen

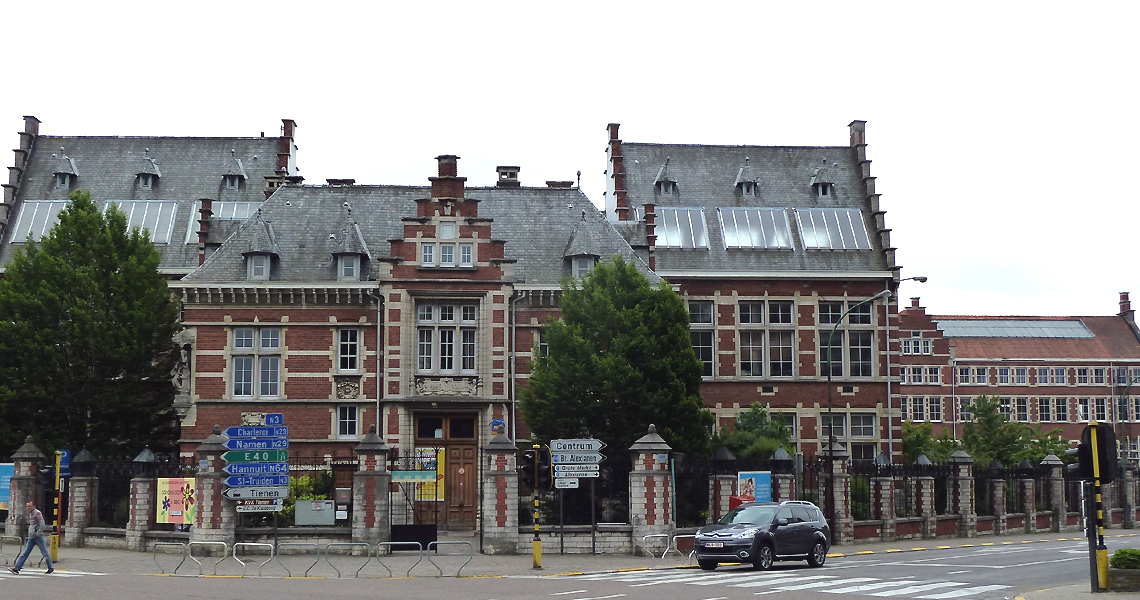
Hoofdingang van de vroegere PNT aan de Sliksteenvest - nu basisschool 'De luchtballon'

De Provinciale Normaalschool Tienen (PNT) was een overheidsschool (lager onderwijs, secundair onderwijs en lerarenopleiding) van de provincie Brabant (nu Vlaams-Brabant) in Tienen.

## Voorgeschiedenis
Tot aan het eind van de achttiende eeuw bleef het onderwijs haast uitsluitend een monopolie van de Kerk. Een opleiding tot onderwijzer was er niet. Met de Franse Revolutie kwamen, naast confessioneel onderwijs, ook rijksonderwijs en normaalonderwijs tot stand.
Tijdens het bewind van Maria-Theresia en Jozef II werd de aanzet gegeven. Op 21 januari 1773 schafte paus Clemens XIV met zijn ‘Dominus ac Redemptor’ de jezuïetenorde af. De keizerin paste, bij edict van 13 september 1773, deze regel meteen toe. Eenenzestig colleges, waaronder de zeventien jezuïetencolleges, werden opgeheven. De leemte werd opgevuld door de oprichting van Koninklijke Colleges die de burgers zouden vormen om de Kerk maar ook de Staat diensten te bewijzen. Bij ordonnantie van 6 september 1773 – het eerste charter van het openbaar onderwijs - werd het lager onderwijs hervormd. Het middelbaar onderwijs in de Theresiaanse colleges kreeg een voorlopig leerplan opgelegd bij ordonnantie van 22 september 1777. Daarmee was de geestelijkheid haar onderwijsmonopolie kwijt.
Van zodra het Franse regime aan de macht was, werden kloosters verbeurdverklaard. Kerkelijke scholen – inclusief de universiteit van Leuven – werden gesloten. De staat richtte het onderwijs zelf in. Lagere scholen kregen een minimumleerplan opgelegd en het middelbaar onderwijs werd ook voor de volkskinderen toegankelijk gemaakt. Tijdens het bewind van Napoleon I kwam er voor het eerst een opleiding voor onderwijzers. Daartoe richtte de Conventie normaalscholen op (Latijn ‘norma’ = norm, regel), scholen waar de regels van goed onderricht werden geleerd. On y exposera les méthodes les plus propres à perfectionner l’art de montrer à lire, à écrire, et à chiffrer.
Willem I kondigde opnieuw de vrijheid van godsdienst af, maar organiseerde tezelfdertijd zijn rijksonderwijs. De katholieke universiteit van Leuven bleef opgeheven en ervoor in de plaats kwam in Leuven, net als in Luik en Gent, een rijksuniversiteit. Bij koninklijk besluit van 31 mei 1816 werden twee rijksnormaalscholen gesticht: één in Haarlem en één in Lier. Een akte van onderwijsbekwaamheid werd in 1817 voor onderwijzers verplicht. Onderwijzers die reeds in de praktijk stonden, konden tijdens de zomer pedagogische en wetenschappelijke lessen volgen. Een decreet van 25 september 1822 bracht de functie van lager onderwijzer aan de gemeentescholen onder rechtstreekse regeringscontrole. Vrije colleges mochten bestaan, maar de koning beval tevens de oprichting van athenea voor middelbaar onderwijs. Concurrerend met de openbare macht richtte de geestelijkheid talloze vrije scholen op. Zo kwamen van 1817 tot 1828 in de Zuidelijke Nederlanden 1146 nieuwe scholen tot stand en 667 werden opnieuw toegankelijk.
Na de Belgische onafhankelijkheid werd de inrichting van het onderwijs bij Art. 17 van de Belgische grondwet geregeld: ‘Het onderwijs is vrij.’ Katholieken en liberalen interpreteerden de wet echter op verschillende manier. De katholieke groep beweerde dat de Staat kon ingrijpen waar het privaat initiatief in gebreke bleef, maar steeds onder toezicht van de geestelijkheid. De liberalen oordeelden dat iedereen het recht had scholen op te richten – ook de Staat, dat het onderwijs neutraal moest zijn. Zo ontstonden vrije en officiële scholen naast elkaar en werd de basis gelegd voor een jarenlange schoolstrijd. Tot 1842 was de vorming van de onderwijzers toevertrouwd aan 7 geestelijke normaalscholen. In 1843 werden de eerste rijksnormaalscholen opgericht in Nijvel en in Lier. (In Lier was de officiële normaalschool uit de Hollandse tijd in 1830 afgeschaft.) Verder werden normaalafdelingen toegevoegd aan rijksscholen in Virton en Brugge. In 1866 werden de eerste officiële normaalscholen voor meisjes opgericht, eentje in Luik, de andere in Gent. De liberale wet Van Humbeeck (1879), die het rijksnormaalonderwijs regelde en een neutraal lager onderwijs onder controle van de Staat, deed een ware schooloorlog ontbranden. De wet Schollaert (1895) liet provincies en gemeenten toe normaalscholen op te richten, regelde het godsdienstonderwijs (godsdienst of moraal) en verbond de subsidies aan rijksinspectie en –leerplan. 

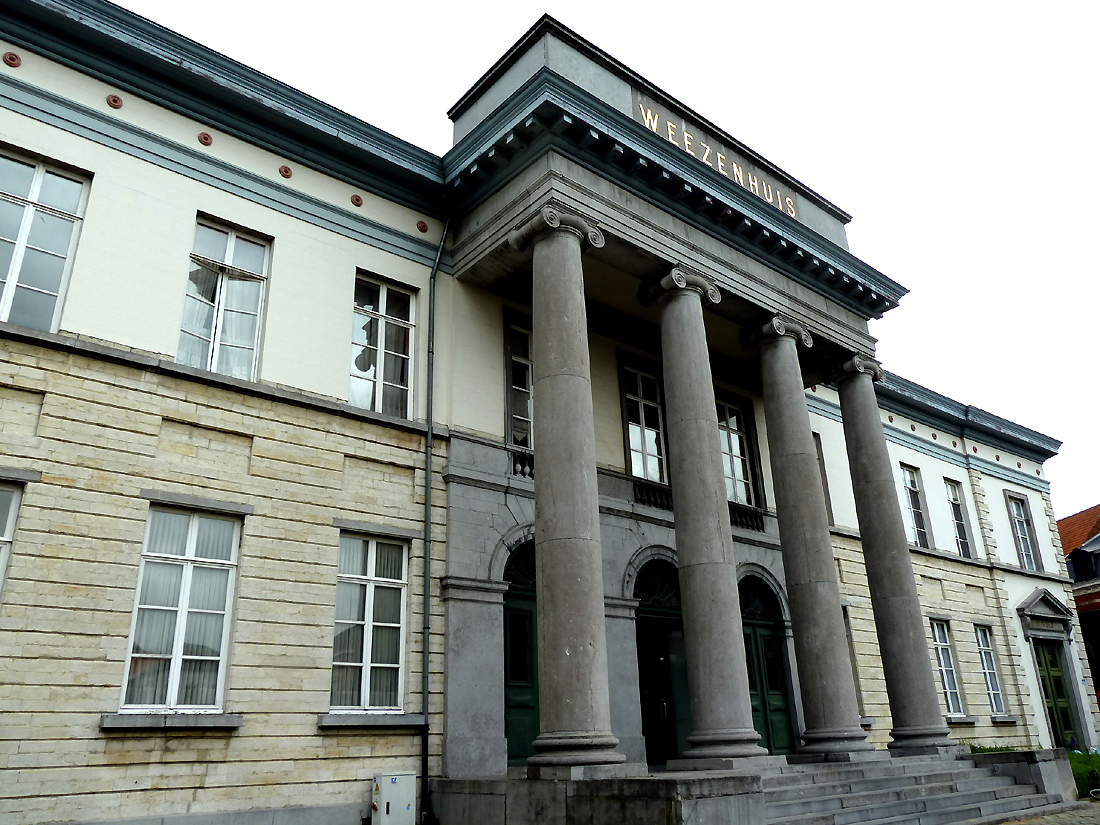
Het Tiense weeshuis waar de provinciale normaalschool in 1911 werd opgestart

In 1908 waren er in de provincie Brabant slechts twee gemeentelijke normaalscholen, beide te Brussel, tegenover 39 vrije normaalscholen. Omdat de Staat duidelijk te weinig initiatief nam trachtte de provincie Brabant zelf niet-confessioneel normaalonderwijs op haar territorium in te richten. De hoofdinspectie oordeelde echter dat de stichting van nieuwe normaalscholen in Brabant niet nodig was. De Bestendige Deputatie richtte daarop in 1909 een commissie op die de oprichting van provinciaal normaalonderwijs moest onderzoeken. Om financiële redenen leek het de commissie eerst beter om een normaalschool in Brussel uit te breiden, maar tijdens de zitting van 10 januari 1910 viel voor het eerst de naam Tienen. Tienen was een interessant alternatief: de stad lag op de taalgrens en de verbindingen ermee waren gemakkelijk en talrijk. Toen bleek dat de stad Tienen kosteloos voldoende en ruime lokalen ter beschikking kon stellen, was de kogel door de kerk. Op 5 juli 1911 publiceerde de Provinciale Raad het organiek reglement van de nieuwe normaalafdeling die in Tienen werd opgestart. Als directeur werd de heer De Wilder aangesteld. Na een toelatingsexamen konden 18 van de 22 kandidaten voor het eerste jaar worden aanvaard. De Tiense gemeenteraad besliste dat de gemeentescholen ter beschikking van de provinciale normaalafdeling stonden. Elke vrijdagnamiddag zouden de normalisten in de lagere scholen typelessen bijwonen; op dinsdagnamiddagen zouden de studenten zelf lessen geven in de gemeentelijke klassen.

## Succesverhaal

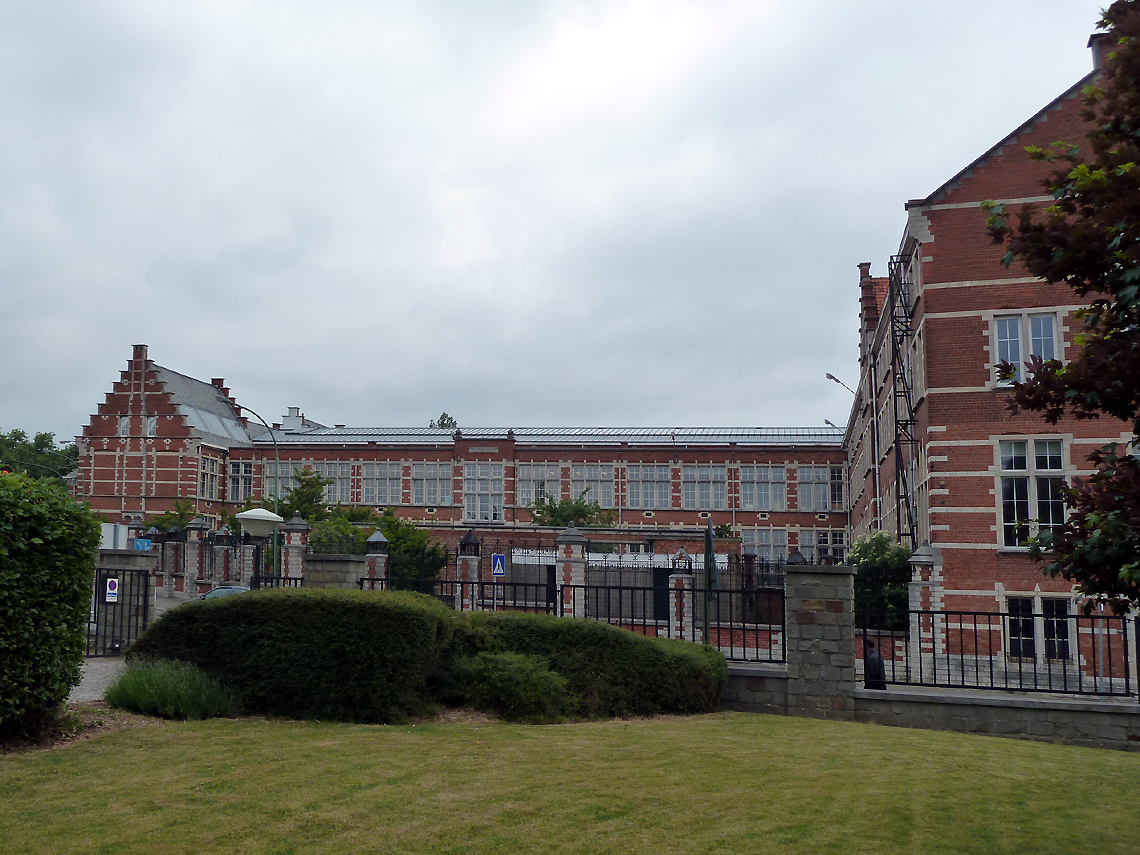
PNT, zuidelijke vleugel (1924)

De niet-confessionele tweetalige normaalafdeling die de provincie Brabant in 1911 inrichtte in lokalen van het Tiense weeshuis, bood twee studiejaren aan. Leerlingen kregen er een didactische en pedagogische opleiding maar moesten voor de centrale examencommissie verschijnen wilden ze het diploma van lager onderwijzer behalen. Van bij zijn aantreden pleitte directeur De Wilder voor de omvorming van de Tiense normaalafdeling tot een echte normaalschool met vier studiejaren en een eigen examencommissie. Zijn wens werd meteen ingewilligd, zodat reeds in 1912 met een eerste jaar normaalonderwijs gestart kon worden en de Provinciale Normaalschool van Tienen (PNT) een feit was. De nieuwe normaalschool werd in 1916 door de Staat erkend. Ondertussen waren gronden gelegen aan de Sliksteenvest aangekocht om er een nieuw gebouw op te richten dat in 1924 in gebruik werd genomen. Tegelijkertijd was een lagere oefenschool opgericht, noodzakelijk voor de praktijk. 
Aan het begin van de Tweede Wereldoorlog was de schoolbevolking toegenomen tot 531 leerlingen. De oorlog onderbrak de gestage groei. De PNT werd eerst door het Duitse leger, later door Amerikanen bezet. 
Na de oorlog kon de school verder uitbreiden op aangekochte percelen tussen de Ark van Noëstraat, de Veldbornestraat en de Sliksteenvest. Er werd een jongensinternaat gebouwd en een sportplein met dubbele turnzaal. Het onderwijsaanbod werd vervolledigd. De vierde graad werd vervangen door een middelbare oefenschool, het lager normaalonderwijs werd hervormd tot een PP-afdeling (psycho-pedagogisch jaar) en er kwam ook een middelbare normaalafdeling (regentaat). In 1957 werden PP-afdeling en regentaat op het niveau van het PHO (Pedagogisch Hoger Onderwijs) gebracht. In 1970 werd co-educatie ingevoerd. Op een terrein buiten de stad, aan de Anemonenlaan, verrees het nieuwe jongensinternaat dat los van het schoolgebeuren kon functioneren (1973). Het meisjesinternaat werd ingericht op de bovenste verdieping van het vroegere internaat.

## Franstalige afdeling moet worden afgestoten
De hervorming van het lager normaalonderwijs in 1957 bracht de Franstalige afdeling van de PNT in een zeer moeilijke toestand. Omdat de school niet in het Waalse landsgedeelte gevestigd was, werd de homologatie van de diploma's onmogelijk. Het Provinciaal Bestuur besloot daarom de Franstalige afdeling over te hevelen naar Geldenaken. De provincie beschikte er over twee gebouwen. In een recordtijd werden verbouwingswerken uitgevoerd, zodat de leerlingen van de 'école moyenne préparatoire' er in 1961 konden worden opgevangen. Later volgden ook de 'école primaire' en de 'école primaire d'application'. In totaal verhuisden 14 Franstalige klassen uit de PNT: 6 klassen lagere school, 3 klassen middelbare school en 8 klassen normaalschool. Zij gingen in Geldenaken de nieuwe 'École Normale Provinciale pour Instituteurs de Jodoigne' vormen (1964).

## Verdere uitbreiding

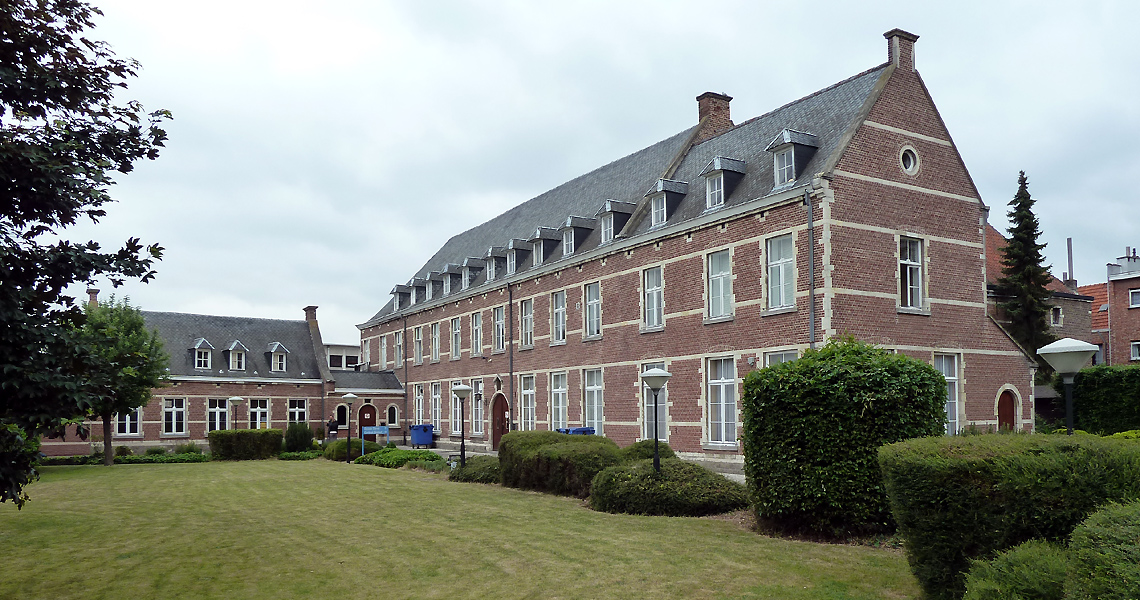
Theresianenklooster, vroegere PK-afdeling van de PNT

Op voorstel van de Bestendige Deputatie verleende de Provinciale Raad van Brabant in 1962 de naam Provinciale Normaalschool Ernest Richard aan de school om de oud-volksvertegenwoordiger en promotor van het provinciaal onderwijs op die manier postuum te huldigen. 
De school kon het Theresianenklooster aan de Veldbornstraat verwerven (1967) en richtte het in als cultureel centrum speciaal bestemd voor de PK-afdeling (Plastische Kunsten) en de opleiding tot plastische vormgeving (1997). De provincie nam de gemeentelijke kleutertuin aan de Sliksteenvest over waar de PNT in 1983 zijn basisschool inrichtte.  In 1981 voerde de school vso in. Het leerlingenaantal bereikte zijn hoogste peil met bijna 1000 inschrijvingen in 1983.

## Afgang
Eind jaren tachtig werd de PNT ongemeen hard getroffen door de economische crisis, met in haar zog allerlei sociale en onderwijsproblemen – de jeugdwerkloosheid in het onderwijs o.a. De studietijdverlenging van twee naar drie jaar maakten normaalschool en regentaat minder aantrekkelijk zodat de inschrijvingen daalden. Omwille van besparingen werd in 1984 de PHO-afdeling van Tienen overgeheveld naar de Provinciale Normaalschool van Leuven. In 1995 nam Groep T (voorheen Hogere School voor Technisch Ingenieur), als gevolg van het hogeschooldecreet, de lerarenopleiding van de Provinciale Normaalschool over. De normaalschool werd omgedoopt tot GROEP T Pedagogische Hogeschool Leuven. 
De secundaire en lagere school bleven in Tienen maar fuseerden met het Provinciaal Instituut voor Technisch Onderwijs (PITO) tot het Provinciaal Instituut voor Secundair Onderwijs (PISO). Zo kwam er een eind aan de PNT, de ‘universiteit van Tienen’ (zo genoemd door Louis Tobback, oud-student).

## Het internaat
Het groot internaatsgebouw van de voormalige PNT, in de nabijheid van het Vianderdomein, wilden plannenmakers met de grond gelijk maken om het - samen met een aanpalend geboortebos en een deel van het Vianderdomein - te verkavelen tot bouwpercelen. Dit zette kwaad bloed bij de Tienenaars. In 2006 werd uiteindelijk beslist dat het internaat (gelegen op een 6 hectare groot domein) niet zou worden afgebroken.
Volgens de nieuwe plannen worden serviceflats ingericht in het gebouw en komen er ondergrondse parkeerplaatsen voor auto's. De plannen spreken ook over 185 te bouwen middenklassenwoningen.

## Bekende oud-leerlingen
- Eddy Baldewijns, politicus
- Ruud Hendrickx, taalkundige
- Paul Kustermans, auteur
- Louis Tobback, politicus, burgemeester van Leuven
- Johny Voners, acteur
- Marleen Gordts, tv-figuur